# Tombe à char du monde celtique
L'expression « tombe à char » désigne un type de rite funéraire d'inhumation ou d'incinération pratiqué entre autres chez les peuples celtes et qui consistait à enfouir les restes de la ou les personne(s) défunte(s) — homme ou femme, — avec un char de guerre ou d'apparat dans une même fosse. On en a retrouvé plus de 300 dans le Nord et le Centre-Est de la France (Champagne-Ardenne, Lorraine, Picardie, Nord-Pas-de-Calais, Bourgogne-Franche-Comté, Berry...), dans l’Ardenne belge et une quinzaine en Angleterre. Un certain nombre de tombes à char, plus de 100, ont également été découvertes en Allemagne. Dans une moindre mesure, ces contextes de dépôts mortuaires ont également été attestés dans le Nord de l'Italie en contexte golaseccien,, mais également en Autriche, en Suisse et en Bohême.
Globalement, à l'exception des franges occidentales de la Gaule, la quasi-totalité de l'aire géographico-culturelle celtique semble comporter ce type de sépulture.
La tombe à char, réservée à l'élite, apparait au milieu du premier âge du fer et persiste au cours de La Tène, jusqu'au début de l'époque gallo-romaine, avec quelques variations notables à la fois géographiques et chronologiques.

## Structure et évolution du viatique
Ces tombes présentent une certaine variabilité dans le temps et l'espace. Néanmoins quelques traits communs peuvent être relevés.

### Le char
Le défunt est en général couché dans la caisse d'un char, sorte d'antique corbillard. Ce char est à quatre roues pour les tombes les plus anciennes, puis à deux roues pour les plus récentes. Il est souvent richement orné d'appliques de bronze et ses pièces métalliques peuvent être très travaillées. Dans le cas de certaines tombes, telle la tombe de Vix, le char est partiellement démonté ; dans d'autres cas, le défunt repose à même une klinê, à l'image de la sépulture de Hochdorf.
En outre, la présence de chevaux est rare, mais des pièces de harnachement peuvent néanmoins y être présentes.

### Vaisselle à boire
Un service à vaisselle destiné à la pratique du symposium est souvent déposé dans la chambre funéraire. Ce service comporte généralement un cratère ou un chaudron destiné au mélange du vin, de l'eau et des épices, des passoires, des situles, des cruches telles des œnochoés ou des hydries. Ce service à boire est souvent d'importation méditerranéenne, comme la coutume du symposium elle-même et peut être la marque de cadeaux diplomatiques.
La pièce la plus emblématique de ce type de viatique est le cratère de Vix.

### Bijoux et armes
Les défunts sont généralement parés de torques, d'or pour les plus riches. La présence d'armes traduit une tombe masculine.

### Tumulus
Ces tombes sont généralement, à l'origine, recouverte d'un tumulus, ce dernier pouvant être surmonté d'une stèle, voire dans quelques rares cas, d'une statue symbolisant le défunt.

## Contexte géographique

### Situation en Europe
La carte qui suit représente les principaux sites archéologiques du Hallstatt moyen et final/C et D et laténiens et haut-empire romain présentant des sépultures dites à char et de culture celtique

### Situation enGallia transalpina: gros plan
La carte qui suit représente les principaux sites archéologiques du Hallstatt moyen et final/C et D et laténiens et haut-empire romain présentant des sépultures dites à char et de culture celtique en Gallia comata

### Les sites de tombes à char duGrand Est de laGallia comata: loupe
La carte qui suit figure les principaux sites archéologiques du Hallstatt moyen et final/C et D et laténiens et haut-empire romain présentant des sépultures dites à char et de culture celtique localisés dans le Nord-Est de la Gallia comata,

## Sépultures du Hallstatt final/D
Quelques tombes notoires sont présentées ci-après.

### Tombe de Vix
Découverte en 1953, sur le territoire de la commune de Vix en Côte-d'Or, sur le territoire du peuple gaulois des Lingons. La tombe de Vix est une tombe à char renfermant un défunt de sexe féminin. L'ensemble, auparavant daté de la fin du VIe av JC, est actuellement considéré comme plus récent: la dation est révisée à 470 av JC à 460 av JC
La sépulture n'ayant pas été pillée, l'ensemble du dépôt funéraire est en excellent état. La pièce maîtresse en est le cratère de Vix. Issu des ateliers grecs d'Italie du Sud, il s'agit du plus grand cratère de bronze qui nous soit parvenu. Outre cela, le viatique comporte aussi une phiale d'argent hallstattienne, plusieurs vases de bronze, d'origine étrusque et de la céramique grecque. Parmi celle-ci, une coupe attique à figures noires permet de dater la sépulture d'une période légèrement postérieure à 525 av. J.-C. La défunte était couchée dans la caisse d'un char décoré d'appliques de bronze dont les quatre roues étaient démontées et rangées le long du mur du caveau d'environ 4 m de côté. L'ensemble était placé sous un tumulus presque arasé. De nombreux bijoux paraient la défunte parmi lesquels un torque exceptionnel, probablement de fabrication locale, en or pur et pesant 480 grammes.
La tombe, inscrite aux monuments historiques en 2006, peut être reliée à plusieurs autres sites archéologiques proches, ainsi l'agglomération de la même époque désignée sous le nom de l'oppidum du Mont-Lassois qui domine la sépulture, ou le sanctuaire halstattien des Herbues. Plusieurs autres tumulus se trouvent aux alentours, certains ont pu être fouillés. D'autres tombes plus lointaines, telle celle de Sainte-Colombe-sur-Seine, où a été retrouvé en 1846, lors de travaux agricoles, un char, un bassin en bronze et un trépied de fer, ou le « tumulus de la Butte » proche de cette dernière, peuvent elles aussi être reliées à cet ensemble.

### Sépulture de Hochdorf
Cette tombe à char, découverte en 1978 à Eberdingen dans le sud de l'Allemagne, est la sépulture d'un guerrier celte de haut rang du premier âge du fer. Le corps du défunt, d'une quarantaine d'années, était allongé sur une kliné de bronze, une sorte de divan d'inspiration étrusque. À ses côtés se trouvait un char à quatre roues non démonté dont la caisse était chargée de vaisselle de bronze. Au pied du divan était placé un cratère de bronze d'une contenance de 500 litres dont le bord était orné de trois figures de lion. Les murs de la chambre funéraire portaient neuf cornes à boire, dont l'une en fer, recouvertes de feuilles d'or et le harnachement des chevaux du char. Les chevaux étaient absents.
Le défunt, un homme grand, plus de 1,80 m, était paré de bijoux, parmi lesquels un collier en feuilles d'or. Ses vêtements comportaient notamment des chaussures rehaussées d'or et une large ceinture de cuir dont une partie était recouverte d'une fine feuille de bronze. Un chapeau conique en écorce de bouleau a été retrouvé à proximité de sa tête, permettant un parallèle avec la statue du guerrier de Hirschlanden plus ou moins contemporaine et très proche géographiquement. Ce rapprochement est accentué par l'épée à antenne posée sur le torse du défunt de Hochdorf. Le reste du viatique comporte des armes de chasses et un nécessaire de toilette. La chambre funéraire mesurait 4,7 m de côté et était enfouie sous 50 tonnes de pierres. L'ensemble était recouvert d'un tumulus d'un diamètre d'environ 60 mètres et d'une hauteur estimée de 10 mètres. L'ensemble est daté de 540-520 av. J.-C.
Une étude ADN a démontré un lien de parenté avec le défunt de la tombe à char du tumulus de Grafenbühl, près de Ludwigsbourg. La coiffe conique renvoie également au tumulus de Hirschlanden à Ditzingen. Un habitat princier est supposé sur le Hohenasperg, une hauteur proche.

## Sépultures de l'époque laténienne ancienne/A et moyenne/B et C

### Tombe à char du groupe Centre et Centre-Est de la Gaule

#### Tombe à char du Moutot à Lavau
Cette tombe a été découverte durant l'hiver 2014-2015, à Lavau dans l'Aube, lors d'une fouille menée par l'Inrap. Il s'agit d'une sépulture datée du Ve siècle av. J.-C. qui était placée sous un tumulus de 40 m de diamètre ceinturé par un fossé et une palissade. La présence d'un poignard suggère que le défunt est un homme,.
Le mobilier découvert mettrait en lumière les rapports commerciaux et diplomatiques qui existaient entre les principautés celtiques du premier âge du fer et les civilisations méditerranéennes. En effet, la pièce principale retrouvée dans la chambre funéraire est un chaudron de bronze d'un mètre de diamètre, décoré sur chacune de ses quatre anses de têtes d'Acheloos et à l'embouchure de celui-ci sont sises huit têtes de lionnes. L'ensemble est probablement l'œuvre d'un artisan grec.
Les autres pièces remarquables sont une passoire en argent et une œnochoé de céramique représentant Dionysos. Cette dernière a été rehaussée d'or au pied et à la lèvre, ce qui est inhabituel,.

### Tombes à char du groupe Champagne-Ardennes

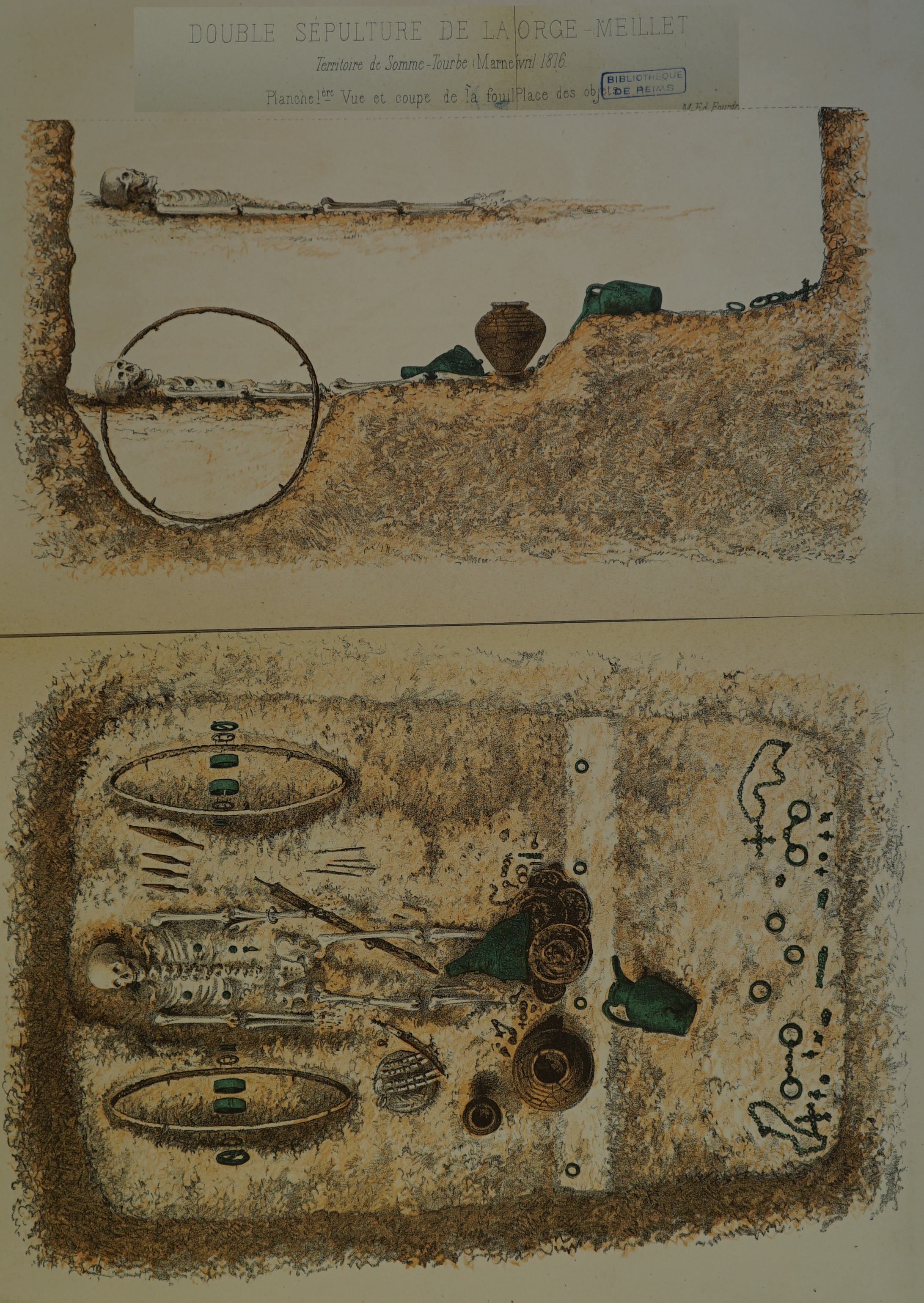
Tombe à char de la Gorge Meillet

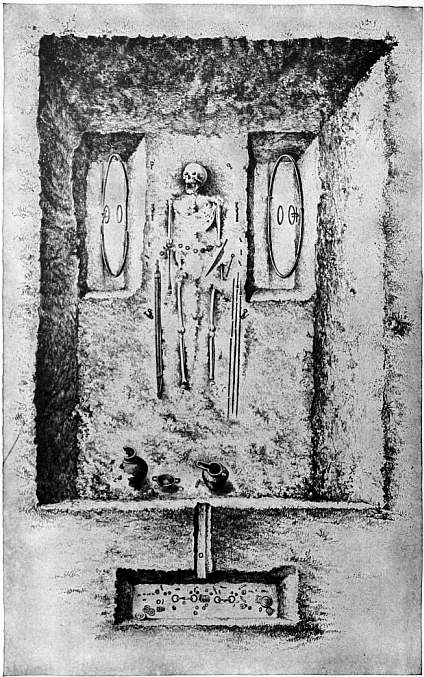
Tombe à char des Tomelles

#### Tombe de Warcq
Découverte en juin 2014 lors de fouilles menées par l'Inrap et le conseil général des Ardennes à Warcq dans le département des Ardennes, sur le chantier de l'autoroute A304. Identifiée lors de la fouille, en 2013, d'un établissement rural gallo-romain, elle renferme le corps d'un défunt de sexe masculin couché dans la caisse de son char à deux roues.
Le char est décoré d'appliques de bronze et d'élément de bois recouverts de feuille d'or. Il est exceptionnellement accompagné de son attelage, deux squelettes de chevaux sont placés sous le joug du char, deux autres sont placés aux angles nord-ouest et sud-ouest de la chambre funéraire. Le défunt, paré d'un torque en tôle d'or sur une âme en matière périssable, était accompagné d'un fourreau d'épée, rituellement ployée, d'une paire de forces, d'un rasoir et de trois vases en céramique. Une carcasse de cochon constitue vraisemblablement une offrande alimentaire.
La chambre funéraire de la sépulture mesure 5,5 m sur 2,8 m — une surface de 15 m2 — son coffrage et son plafond de bois ; ce dernier effondré, s'est remarquablement conservé, sur plus d'un mètre de haut. L'ensemble est daté de la fin du IIe siècle av. J.-C. ou du début du Ier siècle av. J.-C..

#### Tombe deMontreuil-aux-Lions
Une tombe à char a été fouillée par Frédérique Moreau à la fin du XIXe siècle.

#### Tombe dePrunay
Une tombe à char parmi une trentaine de sépultures ; d'autres sites celtiques se trouvent au territoire de la commune;

#### Tombe deSomme-Tourbe
Une sépulture double dont le casque se trouve au Musée d'Archéologie nationale.

#### Tombe deSomme-Bionne
Trois tombes à char fouillées par Léon Morel en 1873.

#### Tombe de Semide
Cette tombe, découverte à Semide en 1992, est une tombe d'enfant ; le défunt n'a guère qu'une dizaine d'années. Elle a été pillée dès l'Antiquité et le char a disparu. Mais les harnachements d'attelage très ouvragés et ornés de coraux ont été oubliés par les pilleurs, ainsi que de la vaisselle contenant probablement des offrandes alimentaires. Les pièces de harnachement comprenaient, entre autres, des mors articulés de fer, deux anneaux passe-guide en bronze, des plaquettes décoratives, et une phalère ouvragée en bronze ajourée. La chambre funéraire mesurait 4,84 m sur 3,08 m et était recouverte d'un tumulus circulaire. La tombe peut être datée du IVe siècle av. J.-C., entre -400 et -320.
À quelque 25 km de cette tombe se trouve le site archéologique d'Acy-Romance; réinvesti par les populations locales vers 475 av. J.-C. La proche tombe à char de Bourcq, elle aussi pillée, a également livré des pièces de harnachement, notamment une phalère ornée de svastikas.

### Groupe des tombes à char de type du nord de la Gaule chevelue

#### Tombes à char de la nécropole à tumulus de Diarville
Les fouilles de Marainville-sur-Madon et de Diarville mettent en évidence la présence d’un « pôle de concentration du pouvoir » de la fin de la période hallstattienne à l’emplacement de l’habitat fortifié de hauteur de la « Côte de Sion » à Saxon-Sion (Meurthe-et-Moselle).

#### Tombe à char de laFosse-Cotheret
Découvertes lors de l'agrandissement de l'aéroport de Roissy-en-France en 1999, dans le cimetière du lieu-dit de La Fosse Cotheret, deux tombes à char du IIIe siècle av. J.-C. dont l'une est plus particulièrement remarquable : celle d'un supposé druide, avec son dôme aux dragons déposé au Musée d'Archéologie nationale. Voir aussi la nécropole gauloise de Bouqueval.

#### Tombe à char d'Orval
La tombe à char d'Orval a été découverte en 2006, à proximité de Coutances dans la Manche, lors de travaux. Cette sépulture, datée du IIIe siècle av. J.-C., est la plus occidentale des tombes à char retrouvées à ce jour. L'acidité du sol ayant profondément dégradé les matières organiques, le char à deux roues est surtout perceptible par ses pièces en métal, parmi lesquelles, deux clavettes en bronze, décorées dans le style plastique et représentant un visage de face encadré par deux profils. Fait rare, les chevaux ont été inhumés avec le char. Leur harnachement, en bronze rehaussé de corail, a également été retrouvé. Les os du défunt ayant presque disparu, il ne subsiste plus que son armement, une épée et un fer de lance remarquable par sa longueur, et quelques éléments de parure, dont une bague en or très ouvragée.
La chambre funéraire, de 4,75 m de long sur 2,5 m de large, était recouverte d'un petit tumulus, lui-même ceint d'un enclos. Une stèle marquait probablement la sépulture.

### Groupe des sépultures de laWallonie
Le centre des hauts plateaux schisteux de l’Ardenne est densément occupé vers 480/470 avant notre ère par des Celtes. Leur civilisation nous y est connue par les vestiges funéraires (les tombelles) qui constellent l’Ardenne. Quelque 150 sites totalisant près de 600 tertres ont été repérés. Deux groupes peuvent être distingués, ce qui suggère une colonisation en provenance de directions différentes: Un groupe sud situé entre Bertrix, Neufchâteau et Bastogne, était associée à la culture de Champagne et un groupe nord, situé à l'est et au nord-est de La Roche-en-Ardenne et de Houffalize, proche de la culture du Rhin et de la région du Hunsrück-Eifel.

### Groupe des sépultures de la région du Haut-Rhin

#### Ohnenheim

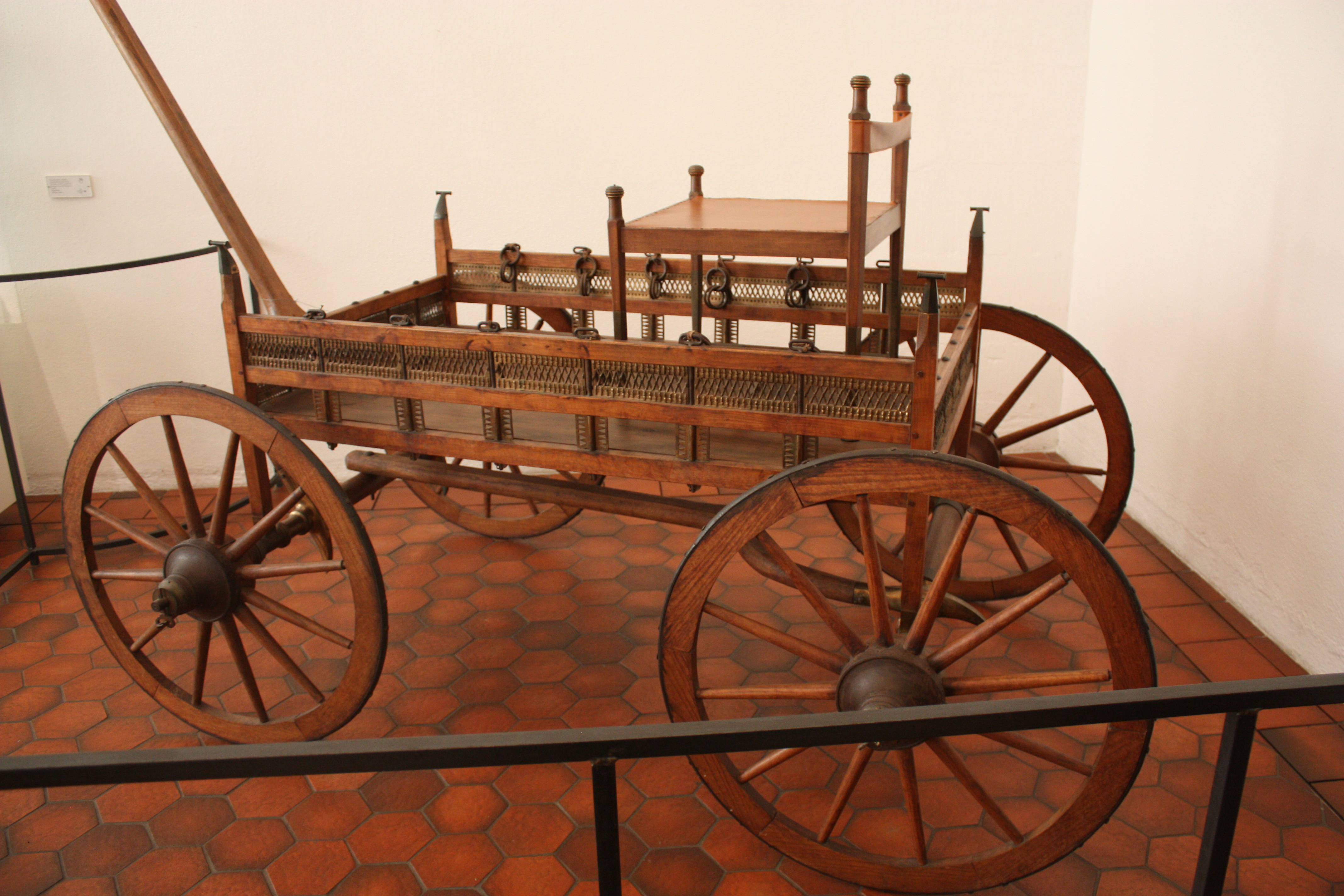
Char à quatre roues.

Parmi de nombreux tumuli se trouvait une tombe à char.

### Groupe des tombes à char nord-italiques

#### Tombe à char de Ca'Morta
La tombe à char de Ca'Morta est sise au sein de la nécropole homonyme. Celle-ci est située à Côme, en Italie. Il s'agit d'une tombe individuelle ayant une typologie princière. Elle appartient à la culture de Golasecca et est étalonnée aux alentours de 450 av. J.-C.
Elle présente un mobilier funéraire important et qui connote l'opulence et la puissance du défunt. On y a ainsi mis au jour : une urne funéraire (marquage d'une profil à faciès archéologique), une certaine quantité d'œnochoés en bronze, du type dit de Schnabelkanne, une phiale en or, ainsi que diverses pièces de vaisselle — dont une situle. L'ensemble a été identifié comme étant d'origine étrusque.
On a par ailleurs découvert dans la fosse funéraire de nombreux objets divers et des céramiques de provenance grecque.
Le char en lui-même est en pièces détachées, il est muni de quatre roues et sa conception ainsi que son style sont indubitablement de type hallstattien. On peut noter en outre, de remarquables similitudes sur plusieurs des pièces du char (les moyeux et les balustres de la caisse, notamment) avec leurs équivalents appartenant au char de la tombe de Vix, ce qui induit à penser que ces deux territoires étudiés (régions de Vix et de Côme) étaient probablement en étroite relation.

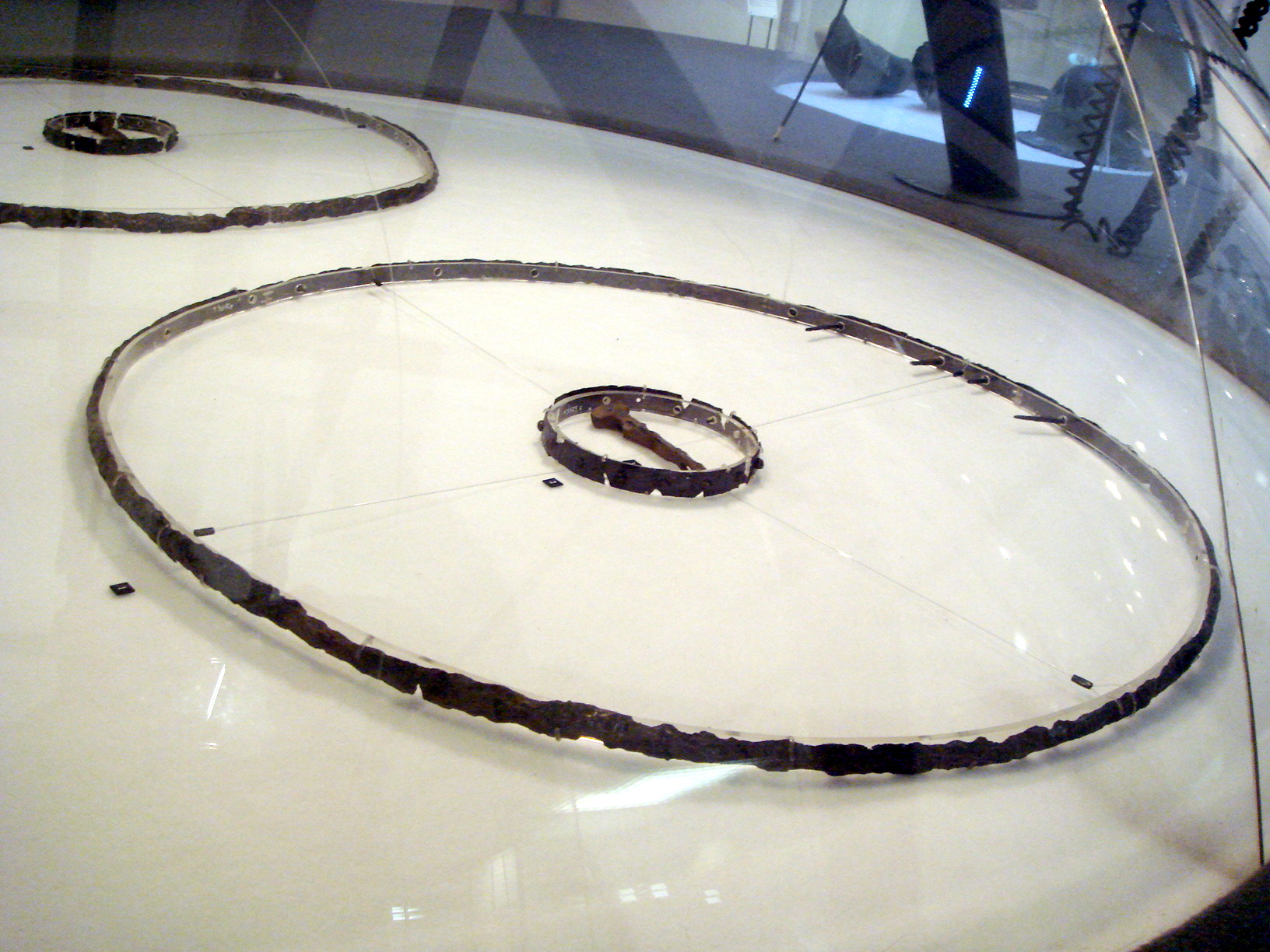
Cerclages et moyeux de char provenant de la tombe du guerrier de Sesto Calende exposés au musée archéologique et préhistorique de Milan.

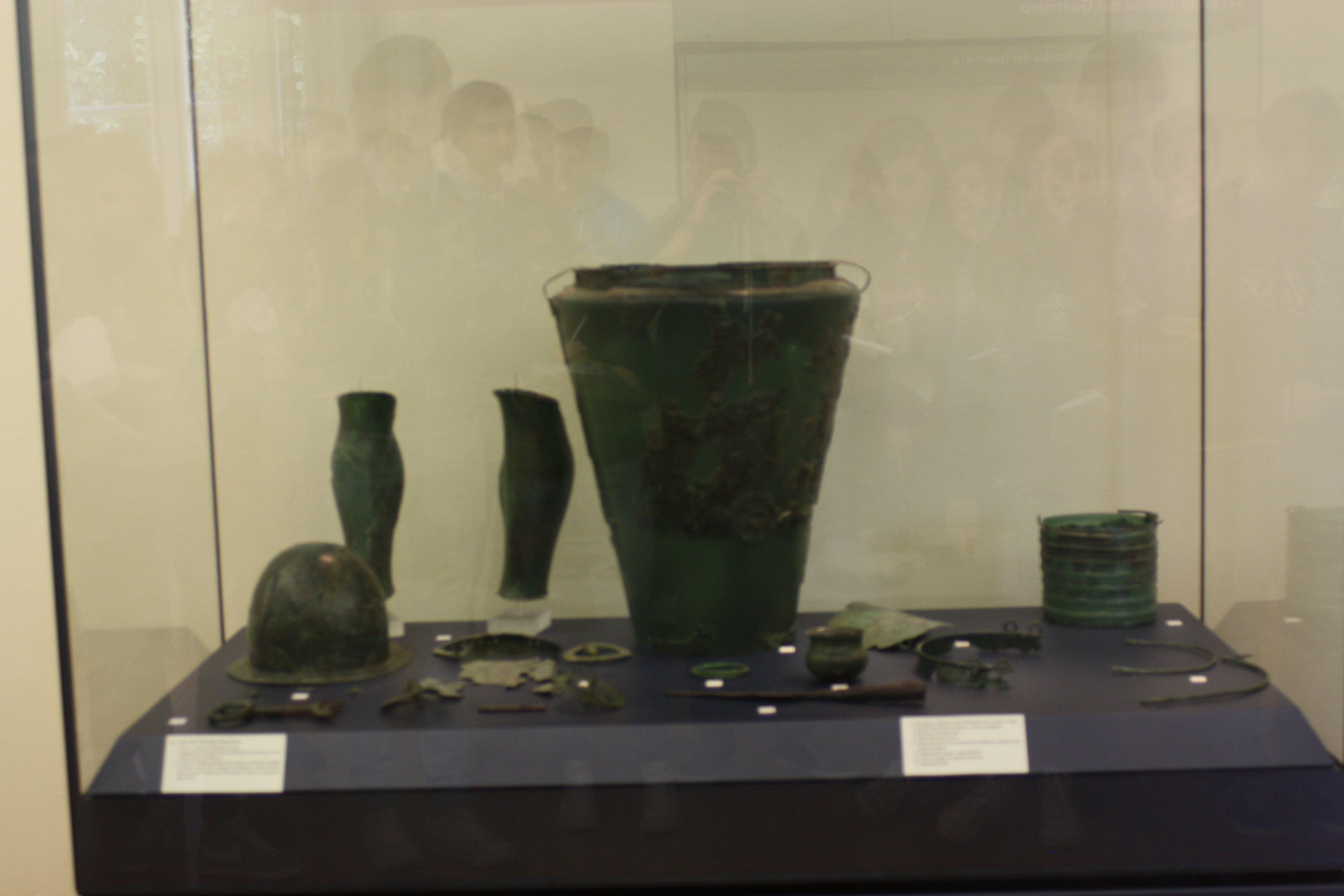
Vitrine d'exposition de quelques éléments du viatique issu de la tombe du guerrier de Sesto Calende, au musée archéologique de Varèse.

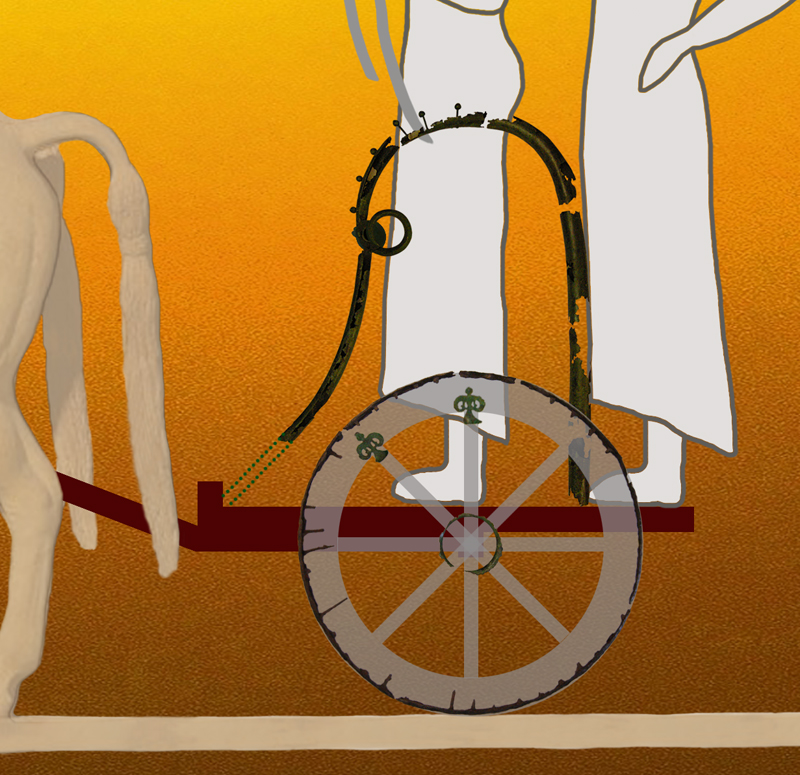
Reconstitution d'un char de la tombe à partir de quelques éléments de celui-ci, au musée archéologique de la « Villa Mirabello », à Varèse.

#### Tombe à char du Guerrier de Sesto Calende
La tombe à char de Sesto Calende dite seconda tomba di guerriero del Sesto Calende, est découverte au sein de la nécropole localisée dans l'actuelle banlieue de la ville homonyme — in situ du district de Varèse, en Lombardie —, en 1928. La tombe faisant par la suite l'objet de diverses fouilles étalées entre décembre 1928 et la fin du premier semestre de 1930. Le site funéraire vient ainsi compléter une première tombe mise au jour au cours du XIXe siècle et forme avec cette dernière le début d'ensemble archéologique funéraire que l'on peut alors qualifier de nécropole. La tombe du guerrier repose sous un tumulus de pierre approximativement circulaire ; elle se présente également en forme de cercle et possède une profondeur d'environ 60 cm.
Le viatique du caveau funéraire qui est extrait de ce dernier présente des particularités de richesse et de diversité, ce qui suggère que la personne défunte est pourvue d'un haut statut social et/ou hiérarchique, probablement de type princier. On constate dans l'immédiat que le mobilier funéraire est constitué de deux char d'apparat et/ou rituels, lesquels se présentent sous forme de pièces détachées et dans un état relativement corrodé. Les deux chars sont ouvragés en totalité en bronze, exception faite des cerclages de chacune des roues qui sont manufacturés en fer.
En outre, deux chars sont pourvus de deux roues chacun.
Par ailleurs, il est significatif de constater que le viatique est également agrémenté d'une situle en bronze de taille imposante, laquelle fait office d'urne funéraire : factuellement les cendres de la personne défunte y ont été incorporées. Il en résulte que l'on est ici en présence d'un cas de rite funéraire par incinération, ce qui, confronté aux faits que la tombe du guerrier se situe sur le territoire golaseccien et en outre que cette dernière est étalonnée au VIe siècle av. J.-C., Ve siècle av. J.-C., confirme que le site funéraire est d'un type appartenant à la culture de Golasecca,.
D'autre part, la présence d'armes — dont notamment des épées —, indique que la personne défunte et incinérée est de sexe masculin et serait, de surcroît, un chef guerrier,.
Enfin, le reste du mobilier funéraire se constitue de divers bijoux (tels que des torques, des bracelets, la plupart ouvragés en bronze). Il présente également des céramiques grecques des fibules en bronze, un stamnos étrusque ornementé et diverses vaisselleries dont l'usage est associé à la boisson (telles que des œnochoés),.

## Tombes à char du laténien tardif/D et du début de l'époque gallo-romaine
Les tombes à char perdurent en Gaule au début de l'époque historique (à partir de 52 av. J.-C., durant le siège d'Alésia, dans le cas de la France). La plus tardive fut retrouvée à Fléré-la-Rivière, dans le département de l'Indre, et date du Haut Empire romain (fin du Ier siècle av. J.-C.). Elles disparaissent par la suite.

## Conservation et documentation muséographique

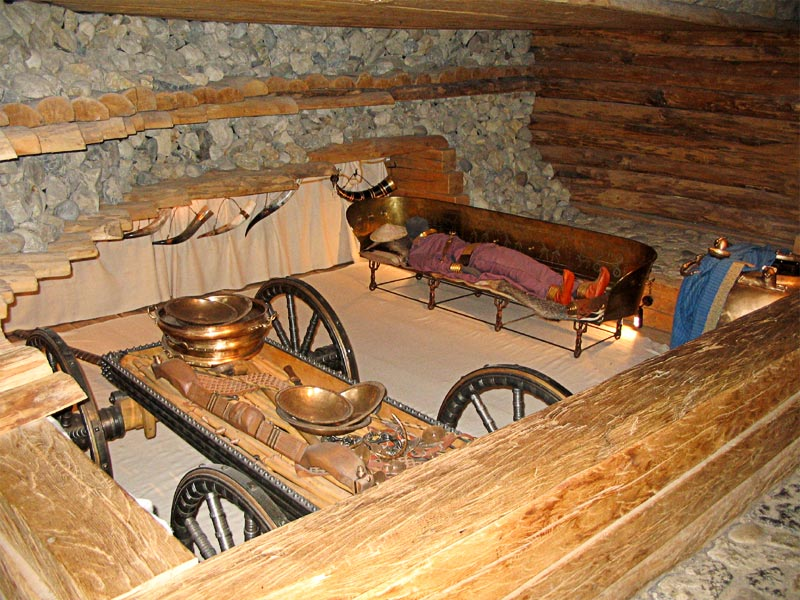
Vue de celle de la Sépulture de Hochdorf.
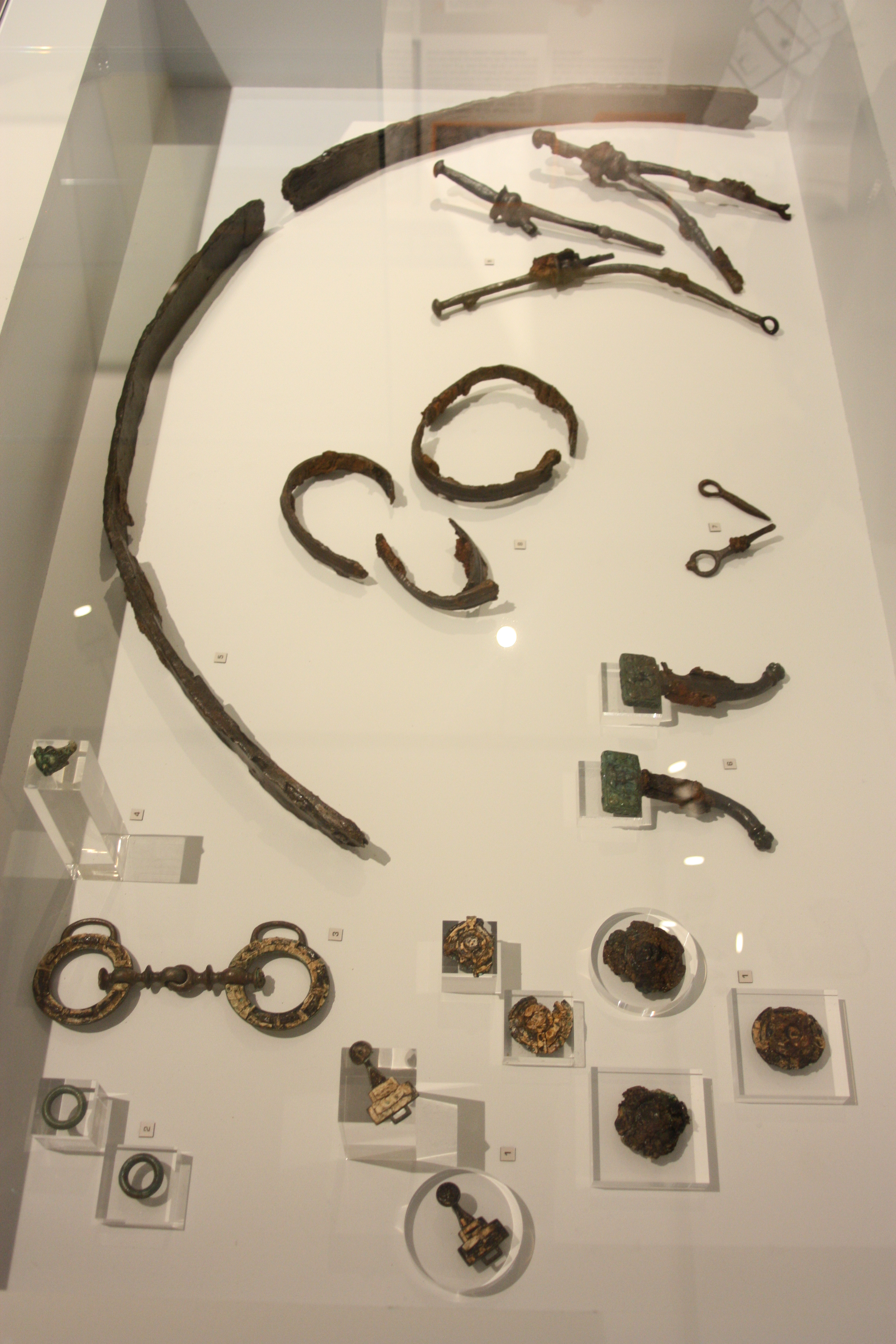
Matériel d'une tombe à char, Orval (Manche).
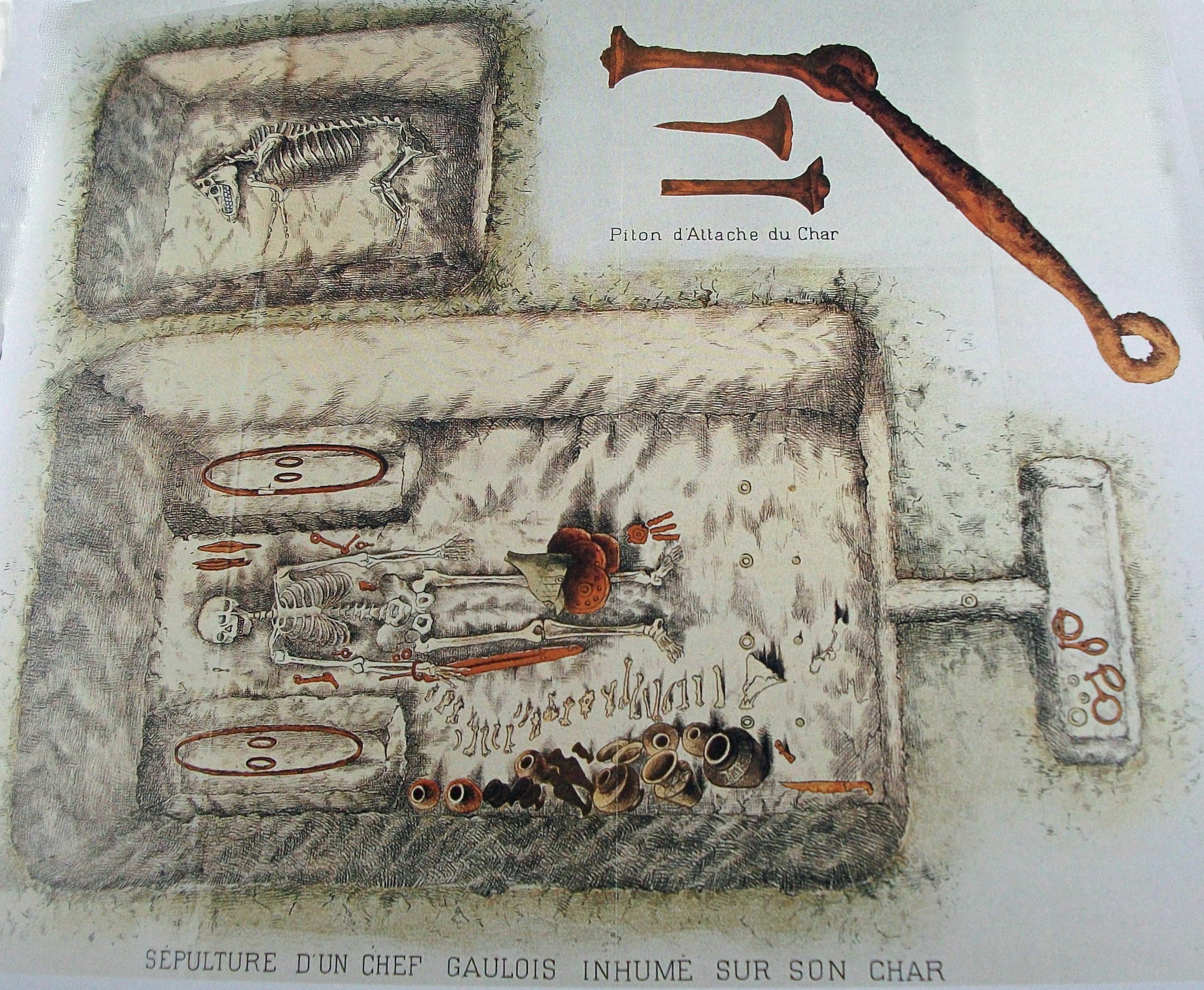
Relevé d'une tombe à char, 1901, Châlons-en-Champagne.
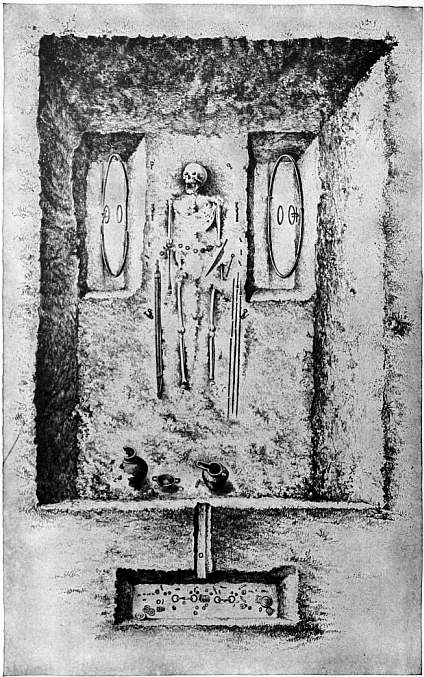
Relevé d'une tombe à char, 1897, Somme-Bionne.